# توماس غراي (مجدف)
توماس غراي هو مجدف كندي، ولد في 24 يناير 1936.

## وصلات خارجية
- توماس غراي على موقع اللجنة الأولمبية الدولية (الإنجليزية)
- توماس غراي على موقع أوليمبيديا (الإنجليزية)